# 国鉄トラ90000形貨車
国鉄トラ90000形貨車（こくてつトラ90000がたかしゃ）とは、日本国有鉄道（国鉄）が製作、使用した17t積み二軸無蓋貨車である。1964年（昭和39年）から1971年（昭和46年）にかけて、2,436両が改造により製作された。

## 概要

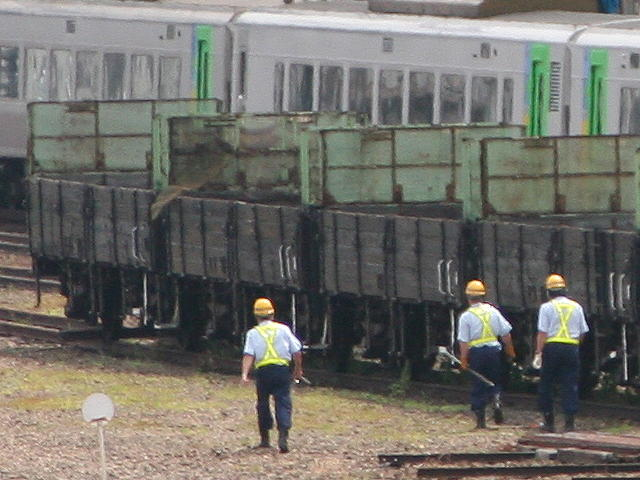
廃車後、解体を待つトラ90000形

本形式は、トラ23000形およびトラ35000形の改造により、紙の原料となるチップ（木材の小片）輸送用の物資別適合貨車として製作された。見かけ比重の小さいチップを効率よく積載するため、木製のあおり戸上部に金網の柵（塗色は黄緑6号）を継ぎ足した構造をしており、積載可能容積が大きいのが特徴である。種車の構造を引き継いでいるため、トラ45000形等と同様に長さを減じて容積を増し、砕石や石炭等、ばら積み貨物の場合の増積 を可能とした「コ トラ 」である。無蓋車は基本的に濡れても構わない荷物を運ぶために使用されるが、チップは濡れると水分を吸って重くなるため、また飛散を防止するために、雨除けシートを被せた状態で運行された。また、柵の形状や開放方式も、扱い駅の荷役設備に応じて、様々なバリエーションが存在する。

## 運用
製造当初は日本国内の山林で得られたチップを製紙工場へ運ぶために使用されていたが、鉄道貨物輸送の減少、輸入チップの比率増加などにより徐々に使用されなくなった。1987年（昭和62年）4月の国鉄分割民営化に際しては、213両が日本貨物鉄道（JR貨物）に継承された。最後は北海道の陣屋町駅 - 萩野駅間において輸入チップを輸送するために使用されていたが、後継車両（ワム80000形480000番台）の登場により、2002年（平成14年）までに全て廃車となった。
積載用途や荷主が限定された車種ではあったが、私有貨車ではなく全て国鉄所有の物資別適合貨車として運用された。

## 形式
本形式は、種車と構造によって3種に区分される。その状況は、次のとおりである。
- トラ23000形改造車（トラ90000 - トラ90196）197両
1964年（昭和39年）にトラ23000形から改造されたもので、種車の走り装置（一段リンク式）をそのまま受け継いでいるため、最高速度は65 km/hであった。1968年（昭和43年）10月1日ダイヤ改正では低速車として「ロ」車に指定され、トラ190000形（トラ190000 - トラ190196）に改称のうえ黄色帯を巻いて北海道内に封じ込められた。形式消滅は、1974年（昭和49年）度である。

- トラ35000形改造車（トラ90300 - トラ92536）2,237両
1967年（昭和42年）から1969年（昭和44年）にかけて、トラ35000形を改造したもので、本形式の主力をなすグループである。種車の走り装置が二段リンク式であるため、最高速度は75km/hである。

- 側扉自動開閉試作車（トラ99000, トラ99001）2両
荷役の合理化を目的として、1971年（昭和46年）にトラ35000形の改造により製作された側扉自動開閉試作車である。

## 改造
一部車両が国鉄分割民営化前後にトロッコ列車用に改造され、東日本旅客鉄道（JR東日本）に10両（トラ90647, トラ90856, トラ91318, トラ91325, トラ91328, トラ91339, トラ91395, トラ92047, トラ91714, トラ91727）、東海旅客鉄道（JR東海）に3両（トラ91388, トラ91402, トラ91818）が継承された。JR東海のものは「トロッコファミリー号」用として1996年（平成8年）まで、JR東日本のものは高崎地区や東北地区の臨時列車用として2000年（平成12年）まで使用された。

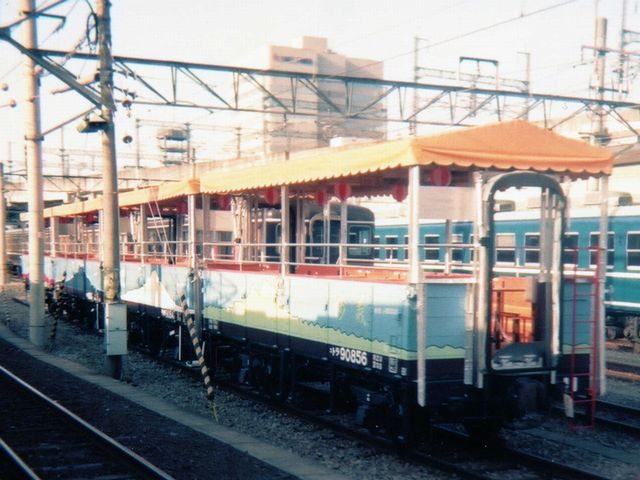
高崎地区のトロッコ列車用に改造された車両

## 参考資料
- 吉岡心平「JR貨車/私有貨車の全て」 電気車研究会『鉄道ピクトリアル』1990年2月号 No.523
- 貨車技術発達史編纂委員会 編「日本の貨車―技術発達史―」2008年、社団法人 日本鉄道車輌工業会刊
- 「貨車形式図面集 昭和50年代」ジェイズ刊
- 「国鉄貨車形式図集 I」1992年、鉄道史資料保存会刊 ISBN 4-88540-076-7